# Іцхак Берман
Іцхак Берман (івр. יצחק ברמן; нар. 3 червня 1913, Бердичів, Україна — пом. 4 серпня 2013, Тель-Авів) — ізраїльський політик, який працював як міністр енергетики та інфраструктури з серпня 1981 по вересень 1982. Він був також спікером Кнесету з 1980 по 1981.

## Життєпис
Берман емігрував до Палестини у 1920 році. Він навчався у педагогічному училищі в Єрусалимі, перш ніж стати адвокатом у Лондоні.
У 1939 році він приєднався до Іргуну і працював у відділі розвідки. У 1941 році, під час Другої світової війни, він вступив на службу до Британської армії і служив у розвідці. Він також служив в Армії оборони Ізраїлю між 1948 і 1950 і брав участь у бойових діях у 1948 під час Арабо-ізраїльської війни.
У 1950 році він почав працювати юридичним радником Kaiser-Fraizier Factory у Хайфі, бувши її генеральним директором до 1954. У 1951 році він приєднався до Партії загальних сіоністів і став головою її філії у Тель-Авіві у 1964. У 1974 році він став головою національного секретаріату партії Лікуд, а у 1977 був обраний до Кнесету.
Берман втратив своє місце у парламенті на виборах у 1984. У 1986 році він був одним із засновників Центристської ліберальної партії, а у наступному році був одним із засновників Центристської партії.
Він помер у віці 100 років і був похований на горі Герцля в Єрусалимі.